# Бондарчук Василь Васильович
Василь Васильович Бондарчук (нар. 12 січня 1965, Коростень, УРСР) — радянський та український футболіст, півзахисник та нападник.

## Кар'єра гравця
Василь Бондарчук народився 1 січня 1965 року в місті Коростень Житомирської області. Дорослу футбольну кар'єру розпочав у 1982 році в аматорському клубі «Папірник» (Малин). Там його помітили представники обласного центру, отож вже наступного року він захищав кольори житомирського «Полісся», в складі якого Василь виступав до 1984 року. На той час команда виступала в 6-ій зоні другої ліги чемпіонату СРСР. Команда була міцним середняком другої радянської ліги, але Бондарчук був у основній обоймі команди. В складі «Полісся» зіграв 28 матчів та відзначився 1 забитим м'ячем. Його впевнена гра привернула увагу московського «Спартака», до якого він перейшов у 1984 році. Проте в московському клубі за головну команду так і не зіграв жодного поєдинку, натомість зіграв 19 матчів (4 голи) за москвичів у першості дублерів.
У 1985 році повертається до України та підсилює представника першої ліги радянського чемпіонату, львівські «СКА-Карпати», у складі яких виступав до 1989 року. У новій команді Василь Бондарчук став ключовим гравцем. У першій лізі чемпіонату СРСР він відіграв 185 матчів та забив 31 м'яч, ще 14 матчів Василь провів у кубку СРСР. У 1990 році переходить до складу іншої західноукраїнської команди, дрогобицької «Галичини». Команда виступала в цей час у зоні «Захід» другої ліги чемпіонату СРСР. «Галичина» того сезону прдемонструвала доволі посередній результат, посівши підсумкове 14-те місце серед 22 команд-учасниць. Василь Бондарчук того сезону був незмінним гравцем основного складу, відігравши у чемпіонаті 40 матчів (відзначився 3 голами).
У 1991 році продовжив свою кар'єру в дніпропетровському «Дніпрі», яке виступало тоді в вищій лізі чемпіонату СРСР. Проте через різні причини за основну команду дніпропетровців він зіграв лише 2 поєдинки, проти команд зі Середньої Азії, «Памір» (Душанбе) та «Пахтакор» (Ташкент). Ще два поєдинки за дніпропетровську команду провів у першості дублерів.
Після розпаду СРСР продовжив виступи у першій лізі України в складі чернівецької «Буковини». За «Буковину» в чемпіонаті відіграв 39 матчів та забив 8 м'ячів. У 1992 році повертається до Львова, де виступає за місцеві «Карпати», в складі яких у вищій лізі чемпіонату України зіграв 15 матчів та забив 1 м'яч. Ще 4 поєдинки (1 гол) Бондарчук провів у кубку України. Напередодні початку сезону 1992/93 років приєднався до чернівецької «Буковини», яка на той час виступала в вищій лізі. Команда не вражала своїми досягненнями, до того ж вже того ж сезону 1992/93 років клуб почав відчувати фінансові проблеми, які мали відображення й на грі самої команди. Якщо в перших дев'яти  турах команда не зазнала жодної поразки, але потім через постійний продаж своїх ключових футболістів команда опустилася в турнірній таблиці на 12-те місце. Проте вже за підсумками наступного сезону клуб посів 17-те місце та вилетів до першої ліги. Проте за цей час Василь став ключовим гравцем команди, у вищій лізі зіграв 50 матчів та забив 5 м'ячів, ще 4 матчі (2 голи) провів у кубку України.
В 1994 році, після вильоту «Буковини», переходить до складу жидачівського «Авангарду», який на той час виступав у перехідній лізі. Загалом у футболці клубу зіграв 7 матчів та забив 3 м'ячі. Після цього першу частину сезону 1994/95 років провів у чортківському «Кристалі». Команда на той час виступала в першій лізі, в якій Бондарчук відіграв 19 матчів та забив 6 м'ячів, ще 2 матчі (1 гол) провів у кубку.
Другу частину сезону 1994/95 років провів у львівських «Карпатах», у складі яких відразу ж став гравцем основи. Наступний сезон також розпочав у львівській команді, в складі якої в вищій лізі чемпіонату України відіграв 21 матч (1 гол). Проте того ж року переїхав до Кіровограду, де продовжив виступи в складі місцевої «Зірки-НІБАС». У футболці кіровоградського клубу в чемпіонаті України зіграв 11 матчів, ще 1 поєдинок за кіровоградців провів у кубку України.
З 1997 по 1998 роки захищав кольори хмельницького «Поділля», у складі якого в чемпіонатах України зіграв 70 матчів та забив 18 м'ячів, ще 2 матчі зіграв у футболці клубу в кубку України. Разом з командою а підсумками сезону 1996/97 років вилетів до другої ліги, проте вже за підсумками наступного сезону стали переможцями групи А другої ліги чемпіонату України та повернулися до першої ліги.
Завершив професіональну кар'єру 1999 року, зігравши 3 матчі у складі друголігової дрогобицької «Галичини». Виступав за любительський клуб «Будівельник» (Пустомити) в чемпіонаті Львівської области.

## Досягнення
- Перша ліга чемпіонату СРСР
  -  Бронзовий призер (1): 1985

- Друга ліга чемпіонату України (Група А)
  -  Чемпіон (1): 1997/98